# BMW i8
A BMW i8 (tanulmányautóként BMW Concept Vision Efficient Dynamics) egy hibrid sportautó, melyet a BMW gyárt 2014 óta. Kisebb méretű rokona a BMW i3.

## Története
2009-ben megjelent egy BMW Vision Efficient Dynamics névre hallgató tanulmányautó, mely az i8 elődjének tekinthető. Az i8 tanulmányautót az i3 tanulmánnyal közösen 2011-ben mutatták be a Frankfurti autókiállításon, a végleges verzió 2013-ban készült el, gyártásba 2014-ben került.

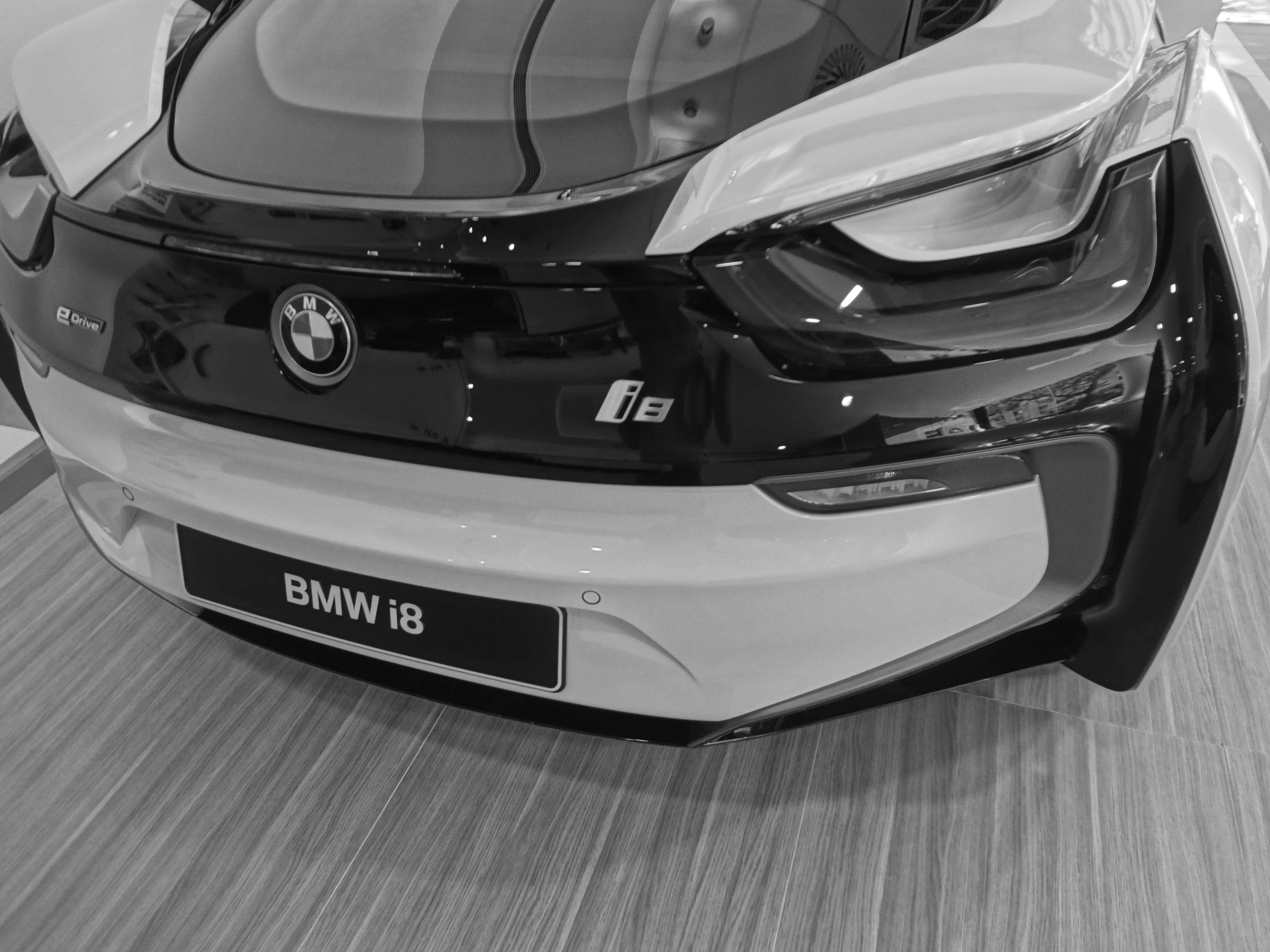
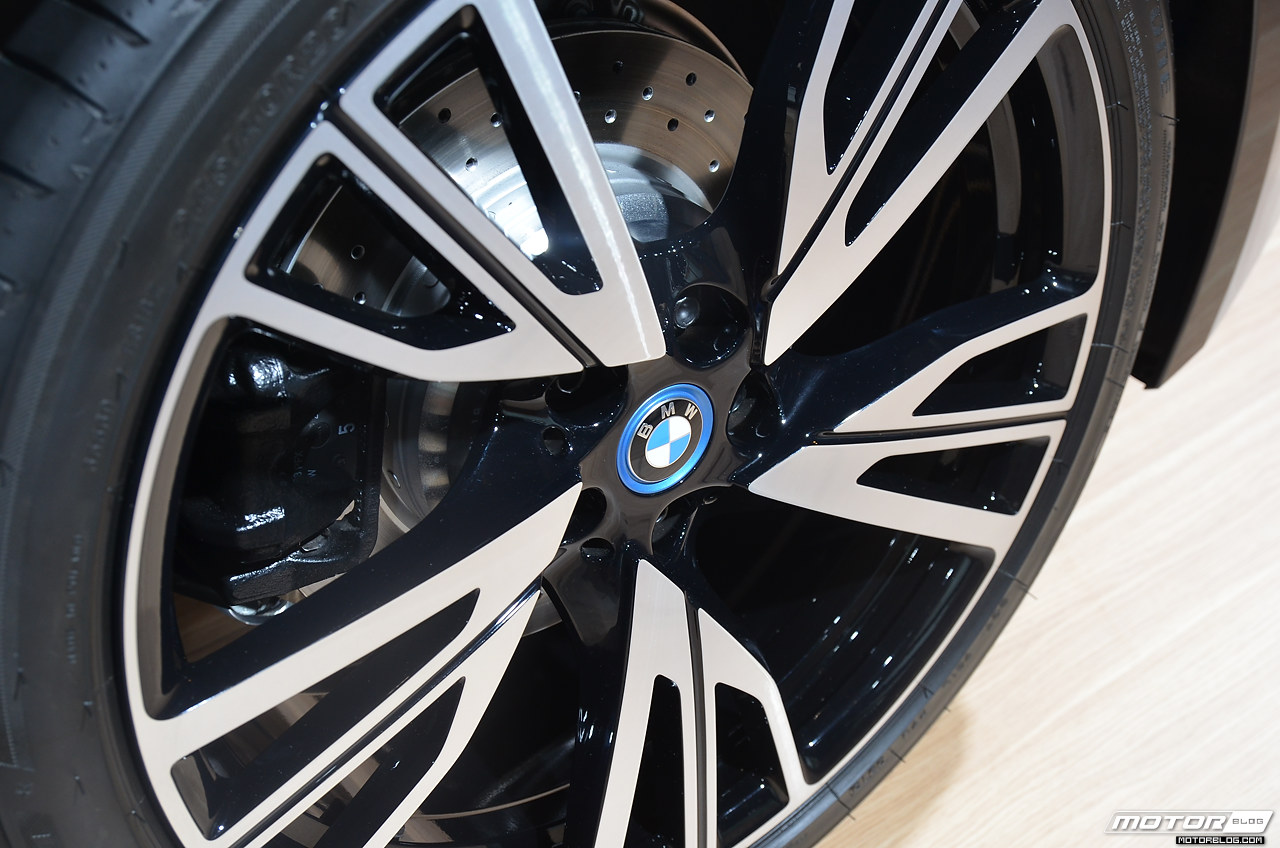
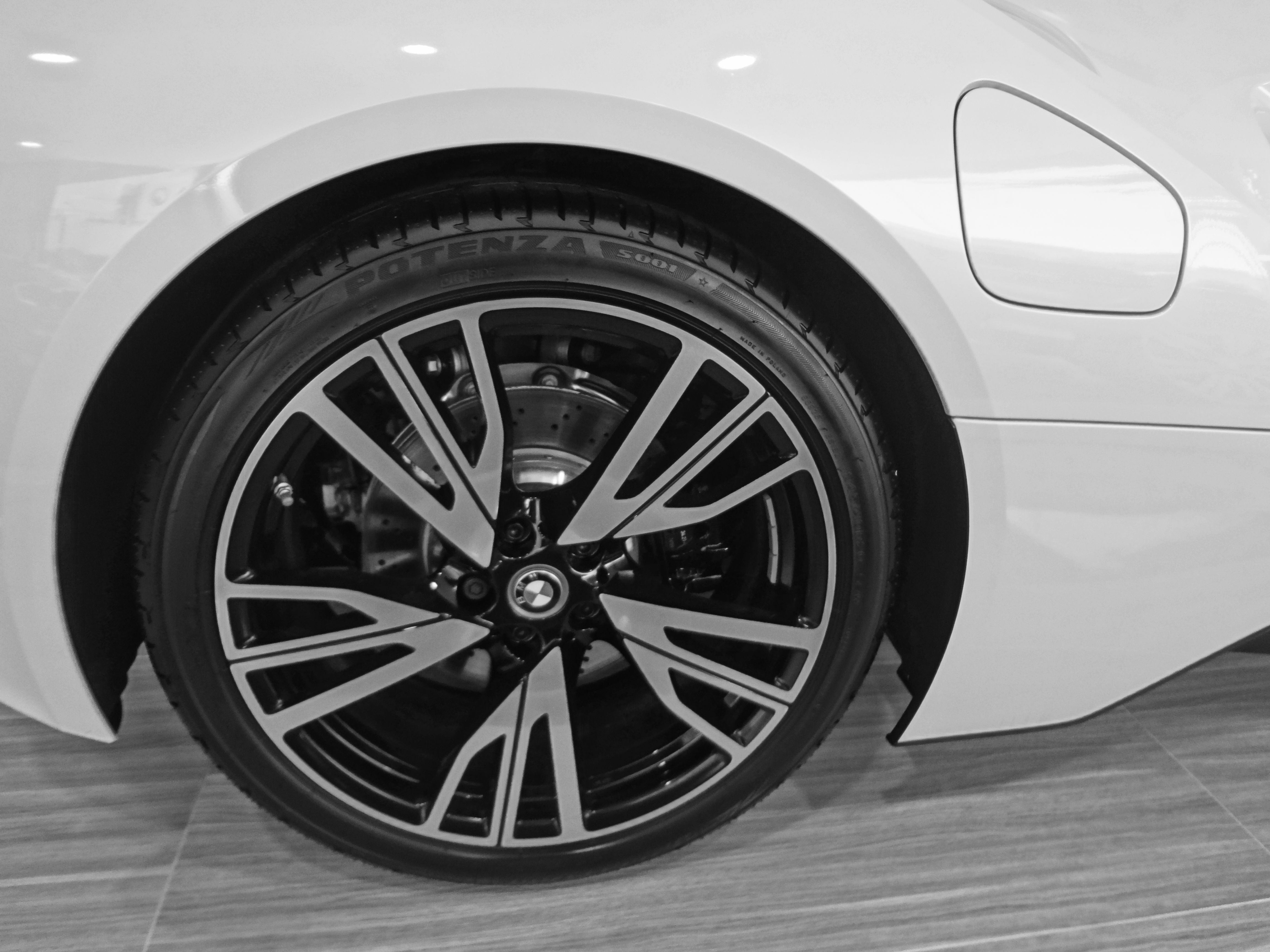
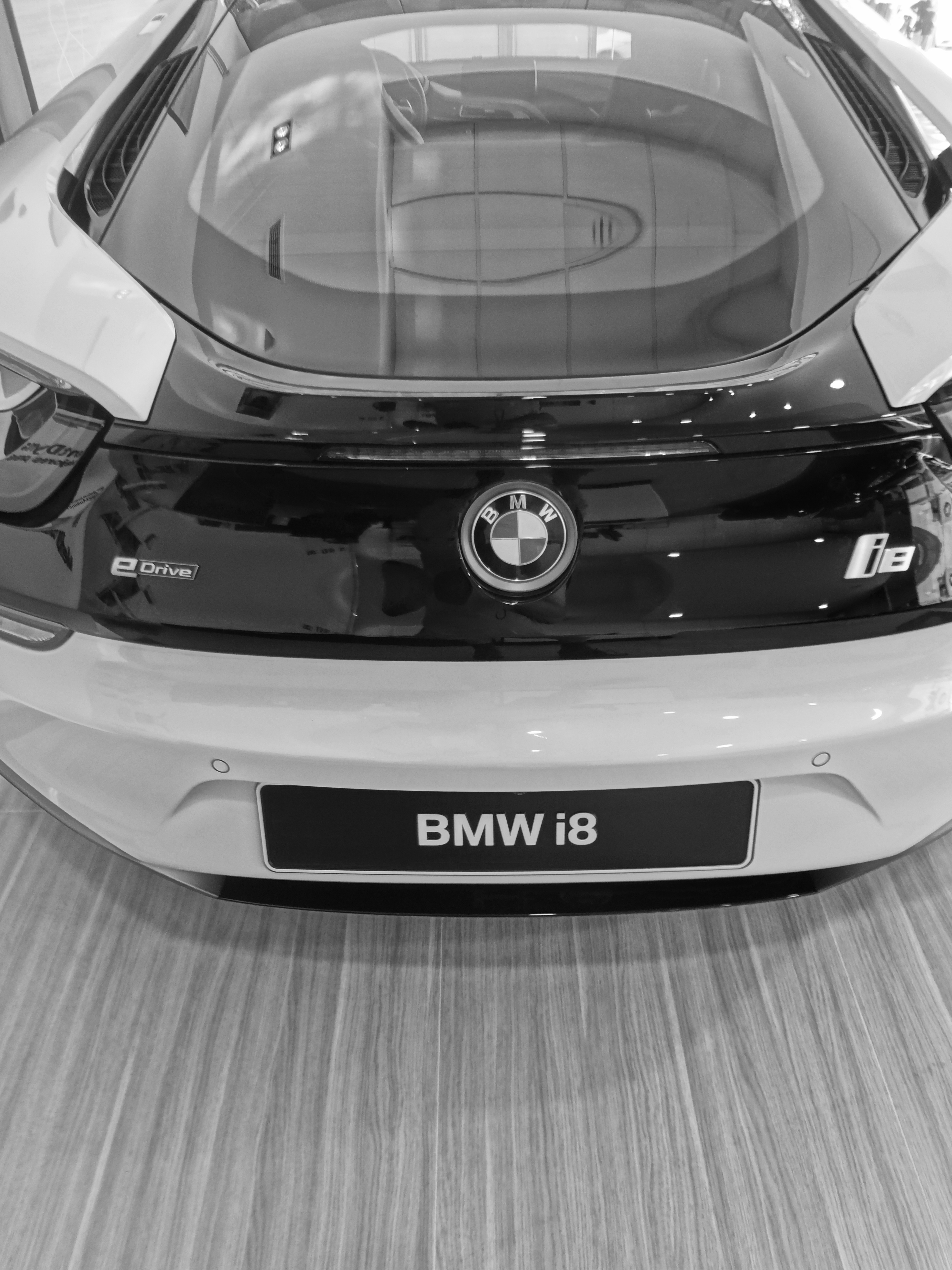

## Műszaki adatok
A sorozatgyártású modell kétajtós (ollóajtós) kupé, középmotoros, összkerékhajtású hibrid. Max sebesség villanymotorral 120 km/h, maximális sebessége 250 km/h.
CO2 kibocsátás g/km: 49
CO2 hatékonyság A+
Átlagfogyasztás l/100 km: 2.1 l
Hatótávolság és töltési idő
Elektromos hatótávolság 37 km
Elektromos hatótávolság (középérték), 25–35 km
Maximális hatótávolság, km* 440
A lítiumion-akkumulátor kapacitása, kWh 7,1
A nagyfeszültségű akkumulátor töltési ideje 3,7 kW/12 A-ről (80%): 2,5 óra
A nagyfeszültségű akkumulátor töltési ideje 16 A-ről (80%): 2 óra
Tömeg
- Saját tömeg: 1485 kg
- Maximális megengedett össztömeg: 1870 kg
- Megengedett terhelés: 370 kg
- Megengedett első/hátsó tengely terhelés kg: 895/1010

Hajtás
- Gyorsulás 0–100 km/h: 4.4s
- Teljesítmény: 362 Le
- Elektromos motor teljesítmény: 131 Le
- Belső égésű motor 3 hengeres, 1499 ccm kapacitású benzinmotor teljesítmény: 231 Le